# Circuit no Ōkami
Circuit no Ōkami (サーキットの狼?, Sākitto no Ōkamii) è un manga giapponese di Satoshi Ikezawa iniziato a gennaio del 1975 e concluso a giugno del 1979 con la pubblicazione di 19 volumi in tankōbon. Ne è stato prodotto un seguito intitolato Circuit no Ōkami II: Modena no Tsurugi (サーキットの狼II―モデナの剣?, Saakitto no Ōkami - Modena no Ken), da cui è stato tratto anche un OAV unico dalla durata di 45 min.

## Media

### Manga

#### Circuit no Ōkami
| 1  |                |                        |
| 2  | settembre 1996 | ISBN 978-4-944017-81-2 |
| 3  | ottobre 1996   | ISBN 978-4-944017-83-6 |
| 4  | novembre 1996  | ISBN 978-4-944017-84-3 |
| 5  | dicembre 1996  | ISBN 978-4-944017-85-0 |
| 6  | gennaio 1997   | ISBN 978-4-944017-86-7 |
| 7  | febbraio 1997  | ISBN 978-4-944017-87-4 |
| 8  | marzo 1997     | ISBN 978-4-944017-88-1 |
| 9  | aprile 1997    | ISBN 978-4-944017-89-8 |
| 10 | maggio 1997    | ISBN 978-4-944017-90-4 |
| 11 | giugno 1997    | ISBN 978-4-944017-91-1 |
| 12 | luglio 1997    | ISBN 978-4-944017-92-8 |
| 13 | agosto 1997    | ISBN 978-4-944017-93-5 |
| 14 | settembre 1997 | ISBN 978-4-944017-94-2 |
| 15 | ottobre 1997   | ISBN 978-4-944017-95-9 |
| 16 | novembre 1997  | ISBN 978-4-944017-96-6 |
| 17 | dicembre 1997  | ISBN 978-4-944017-97-3 |
| 18 | gennaio 1997   | ISBN 978-4-944017-98-0 |
| 19 | febbraio 1997  | ISBN 978-4-944017-99-7 |